# Principele vulpilor (film)
Principele vulpilor (în engleză Prince of Foxes) este un film de aventuri regizat de Henry King după un scenariu de Milton Krims bazat pe un roman omonim din 1947 de Samuel Shellabarger. În rolurile principale au interpretat actorii Tyrone Power și Orson Welles.
A  avut premiera la 22 iunie 1950, fiind distribuit de 20th Century Fox. Coloana sonoră a fost compusă de Alfred Newman.  A avut încasări de 2,55 milioane de dolari americani (din vânzări în SUA).

## Rezumat
Prezintă aventurile din Italia secolului al XVI-lea ale condotierului Andrea Orsini, un om cu un talent uimitor aflat în slujba lui Cesare Borgia.

## Distribuție
Au interpretat actorii:
- Tyrone Power - Andrea Orsini
- Orson Welles - Cesare Borgia
- Wanda Hendrix - Camilla Verano
- Marina Berti - Angela Borgia
- Everett Sloane - Mario Belli
- Katina Paxinou - Mona Constanza Zoppo
- Felix Aylmer - Count Marc Antonio Verano